# ATLA: All This Life Allows, Vol. 1
Albums de Stat Quo
Statlanta
(2010)
Singles
1. Michael
Sortie : 9 septembre 2013
2. Trillion
Sortie : 16 décembre 2013
3. OutKast
Sortie : 21 décembre 2013
4. That's Life, Pt. 1
Sortie : 6 janvier 2014

ATLA: All This Life Allows, Vol. 1 est le deuxième album studio du rappeur Stat Quo, sorti le 25 février 2014. Il est sorti sur le label indépendant du rappeur, ATLA Music.
À la production, on retrouve DeUno, Amir Perry, A.O., Steve Esterfern, Ty Cutta, Bink, LT Moe, Tone Mason et Dr. Dre.

## Singles
Le 9 septembre 2013, Stat Quo sort le premier single Michael (hommage à Michael Jordan, Mike Tyson et Michael Jackson). Le titre est produit par Tone Mason.
Le 16 décembre 2013, le second single Trillion est commercialisé. On retrouve sur ce titre Dre (moitié du duo de producteurs Cool and Dre). Comme le 1er single, ce morceau est produit par le Canadien Tone Mason
Le 20 décembre 2013, OutKast sort comme 3e single. Produit par DeUno, c'est un hommage au groupe d'Atlanta OutKast.
La première chanson de l'album, That's Life, Pt. 1, sort comme 4e single le 6 janvier 2014.

## Liste des titres
| 1.    | That's Life, Pt. 1                               | Bink                                            | 3:22 |
| 2.    | My Niggas / Live Fast (featuring Stoney Brown)   | My Niggas : DeUno Live Fast : D.K.              | 6:42 |
| 3.    | OutKast / Relax                                  | OutKast : DeUno Relax : A.O.                    | 5:47 |
| 4.    | Living To Get High                               | Ty Cutta                                        | 3:47 |
| 5.    | Feel It                                          | DeUno                                           | 4:22 |
| 6.    | 4 Wheel Dreamin / Late Night (featuring Sha Sha) | 4 Wheel Dreamin : Deuno Late Night : Amir Perry | 5:35 |
| 7.    | The Way It Be (featuring Scarface)               | Steve Esterferm, Dr. Dre                        | 4:16 |
| 8.    | Trillion (featuring Dre)                         | Tone Mason                                      | 3:34 |
| 9.    | Guilty                                           | Amir Perry                                      | 3:57 |
| 10.   | Michael                                          | Tone Mason                                      | 4:49 |
| 11.   | Pussy (featuring Devin the Dude)                 | LT Moe                                          | 4:46 |
| 12.   | That's Life, Pt. 2                               | Bink                                            | 3:10 |
| 54:07 |                                                  |                                                 |      |